# Lac Lescarbot
Lac Lescarbot är en sjö i Kanada.   Den ligger i regionen Mauricie och provinsen Québec, i den sydöstra delen av landet, 400 km nordost om huvudstaden Ottawa. Lac Lescarbot ligger 400 meter över havet. Arean är 5,4 kvadratkilometer. Den sträcker sig 5,5 kilometer i nord-sydlig riktning, och 3,4 kilometer i öst-västlig riktning.
I omgivningarna runt Lac Lescarbot växer i huvudsak blandskog. Trakten runt Lac Lescarbot är nära nog obefolkad, med mindre än två invånare per kvadratkilometer.